# رجل مهذب حقا
رجل مهذب حقاً (بالتركية: Tam Bir Centilmen)‏ هو فيلم تركي من إخراج أونور بيلغتاي، صُدر عام 2024 على منصة نتفليكس.

## القصة
سايغن شاب نجح في عيش حياة مليئة بالترف والرفاهية من خلال عمله كمرافق سيدات مدفوع الأجر، لكنه مع ذلك يشعر بعدم السعادة. بحثاً عن السعادة الحقيقية، يقع سايغن في حب فتاة جامعية أصغر منه سنًا تُدعى نهير.

## الممثلون
- جغطاي أولصوي في دور سايغن.
- إيبرو شاهين في دور نهير.
- شيناي غورلر في دور سراب.
- نازلي بولوم في دور فوليا.
- هاكي بيتشيجي في دور كادو.

## وصلات خارجية
- رجل مهذب حقا على موقع IMDb (الإنجليزية)
- رجل مهذب حقا على موقع روتن توميتوز (الإنجليزية)
- رجل مهذب حقا على موقع فيلمافينيتي (الإسبانية)
- رجل مهذب حقا على موقع قاعدة بيانات الفيلم (الإنجليزية)
- رجل مهذب حقا على موقع ليتربوكسد (الإنجليزية)